# Jaime Moreno
Jaime Moreno Morales (Santa Cruz de la Sierra, 19 gennaio 1974) è un ex calciatore e allenatore di calcio boliviano, di ruolo attaccante. Possiede il passaporto statunitense.

## Carriera

### Club
Moreno è una bandiera della franchigia, avendo giocato con la maglia del D.C. United per più di 200 partite, segnando più di 100 gol. Vanta una grande esperienza nella Major League Soccer, della quale è attualmente il massimo realizzatore assoluto, e nella sua nazionale.
Ha iniziato la carriera in Bolivia, nel Club Blooming. Successivamente, si è trasferito al Middlesbrough, ma non è riuscito a mettere in mostra le sue qualità.
Inizia nel 1996 una esperienza nel D.C. United, che durerà sei anni. Nel 2003 si trasferisce a New York, nei MetroStars. Qui rimane un solo anno: la stagione successiva torna al D.C. United.
Si è ritirato dal calcio giocato il 4 marzo 2011, passando ad allenare nel settore giovanile del D.C. United dal 2011 al 2013.

## Statistiche

### Presenze e reti nei club
| Stagione             | Squadra              | Campionato           | Campionato | Campionato | Coppe nazionali | Coppe nazionali | Coppe nazionali | Coppe continentali | Coppe continentali | Coppe continentali | Altre coppe | Altre coppe | Altre coppe | Totale | Totale |
| Stagione             | Squadra              | Comp                 | Pres       | Reti       | Comp            | Pres            | Reti            | Comp               | Pres               | Reti               | Comp        | Pres        | Reti        | Pres   | Reti   |
| -------------------- | -------------------- | -------------------- | ---------- | ---------- | --------------- | --------------- | --------------- | ------------------ | ------------------ | ------------------ | ----------- | ----------- | ----------- | ------ | ------ |
| 1994-1995            | Middlesbrough        | FD                   | 14         | 1          | FACup+CdL       | -               | -               | -                  | -                  | -                  | -           | -           | -           | 14     | 1      |
| 1995-gen. 1996       | Middlesbrough        | PL                   | 7          | 0          | FACup+CdL       | 0+0             | 0               | -                  | -                  | -                  | -           | -           | -           | 7      | 0      |
| 1996                 | D.C. United          | MLS                  | 9+4        | 3+1        | USOC            | 0               | 0               | -                  | -                  | -                  | -           | -           | -           | 13     | 4      |
| 1997                 | D.C. United          | MLS                  | 20+5       | 16+3       | USOC            | 0               | 0               | -                  | -                  | -                  | -           | -           | -           | 25     | 19     |
| dic. 1997-feb. 1998  | Middlesbrough        | FD                   | 5          | 1          | FACup+CdL       | 2+0             | 0               | -                  | -                  | -                  | -           | -           | -           | 7      | 1      |
| Totale Middlesbrough | Totale Middlesbrough | Totale Middlesbrough | 26         | 2          |                 | 2               | 0               |                    | -                  | -                  |             | -           | -           | 28     | 2      |
| 1998                 | D.C. United          | MLS                  | 31+6       | 16+1       | USOC            | 0               | 0               | -                  | -                  | -                  | -           | -           | -           | 37     | 17     |
| 1999                 | D.C. United          | MLS                  | 25+6       | 10+5       | USOC            | 0               | 0               | -                  | -                  | -                  | -           | -           | -           | 31     | 15     |
| 2000                 | D.C. United          | MLS                  | 25         | 12         | USOC            | 0               | 0               | -                  | -                  | -                  | -           | -           | -           | 25     | 12     |
| 2001                 | D.C. United          | MLS                  | 24         | 9          | USOC            | 0               | 0               |                    | -                  | -                  |             | -           | -           | 24     | 9      |
| 2002                 | D.C. United          | MLS                  | 16         | 3          | USOC            | 0               | 0               | -                  | -                  | -                  |             | -           | -           | 16     | 3      |
| 2003                 | N.Y. MetroStars      | MLS                  | 11         | 2          | USOC            | 0               | 0               | -                  | -                  | -                  | -           | -           | -           | 11     | 2      |
| 2004                 | D.C. United          | MLS                  | 27+4       | 7+2        | USOC            | -               | -               | -                  | -                  | -                  | -           | -           | -           | 31     | 9      |
| 2005                 | D.C. United          | MLS                  | 29+2       | 16+0       | USOC            | 1               | 0               | CCL                | 4                  | 1                  | -           | -           | -           | 36     | 17     |
| 2006                 | D.C. United          | MLS                  | 32+3       | 11+0       | USOC            | 2               | 1               | -                  | -                  | -                  | -           | -           | -           | 37     | 12     |
| 2007                 | D.C. United          | MLS                  | 21+2       | 7+0        | USOC            | 0               | 0               | CCL                | 4                  | 1                  | -           | -           | -           | 27     | 8      |
| 2008                 | D.C. United          | MLS                  | 25         | 10         | USOC            | 3               | 0               | CCL                | 2                  | 0                  | -           | -           | -           | 30     | 10     |
| 2009                 | D.C. United          | MLS                  | 24         | 9          | USOC            | 3               | 1               | CCL                | 5                  | 2                  | -           | -           | -           | 32     | 12     |
| 2010                 | D.C. United          | MLS                  | 21         | 2          | USOC            | 3               | 1               | -                  | -                  | -                  | -           | -           | -           | 24     | 3      |
| Totale D.C. United   | Totale D.C. United   | Totale D.C. United   | 329+32     | 131+12     |                 | 12              | 3               |                    | 15                 | 4                  |             | -           | -           | 388    | 150    |
| Totale carriera      | Totale carriera      | Totale carriera      | 398        | 147        |                 | 14              | 3               |                    | 15                 | 4                  |             | -           | -           | 427    | 154    |

## Palmarès

### Club

#### Competizioni nazionali
- US Open Cup: 2

DC United: 1996, 2008
- Campionato MLS: 4

DC United: 1996, 1997, 1999, 2004
- MLS Supporters' Shield: 4

DC United: 1997, 1999, 2006, 2007

#### Competizioni internazionali
- CONCACAF Champions' Cup: 1

D.C. United: 1998
- Coppa Interamericana: 1

D.C. United: 1998

### Individuale
- MLS Best XI: 5

1997, 1999, 2004, 2005, 2006